# Dolenja vas pri Mirni Peči
Dolenja vas pri Mirni Peči este o localitate din comuna Mirna Peč, Slovenia, cu o populație de 88 de locuitori.